# Hudson Thames
Hudson Thames, född 19 mars 1994 i Los Angeles, är en amerikansk skådespelare.
Hudson Thames är framförallt känd för att göra rösten till Peter Parker / Spiderman i de animerade TV-serierna. Han har även bland annat medverkat i skräckfilmen Oak där han spelade Fletcher Wilson.

## Filmografi (i urval)
- 2025 – Oak
- 2025 – Your Friendly Neighborhood Spider-Man (TV-serie) röst